# Pik Svobodnaja Koreja
Pik Svobodnaja Koreja (пик Свободная Корея, v překladu "štít Svobodná resp. Volná Korea") je horský štít v Kyrgyzském hřbetu, jednom z hlavních hřbetů Ťan-šanu. Se svou výškou 4777,6 m n. m. jde o jeden z nejvyšších vrcholů Kyrgyzského hřbetu. Hora proslula zejména svou severní stěnou, která se stala jedním z nejklasičtějších horolezeckých terénů na celém Ťan-šanu i v celém sovětském svazu. Výstupy touto severní stěnou opakovaně získaly zlatou medaili na mistrovství SSSR v horolezectví. Vrchol se nachází v Kyrgyzstánu, v národním parku Ala Arča.

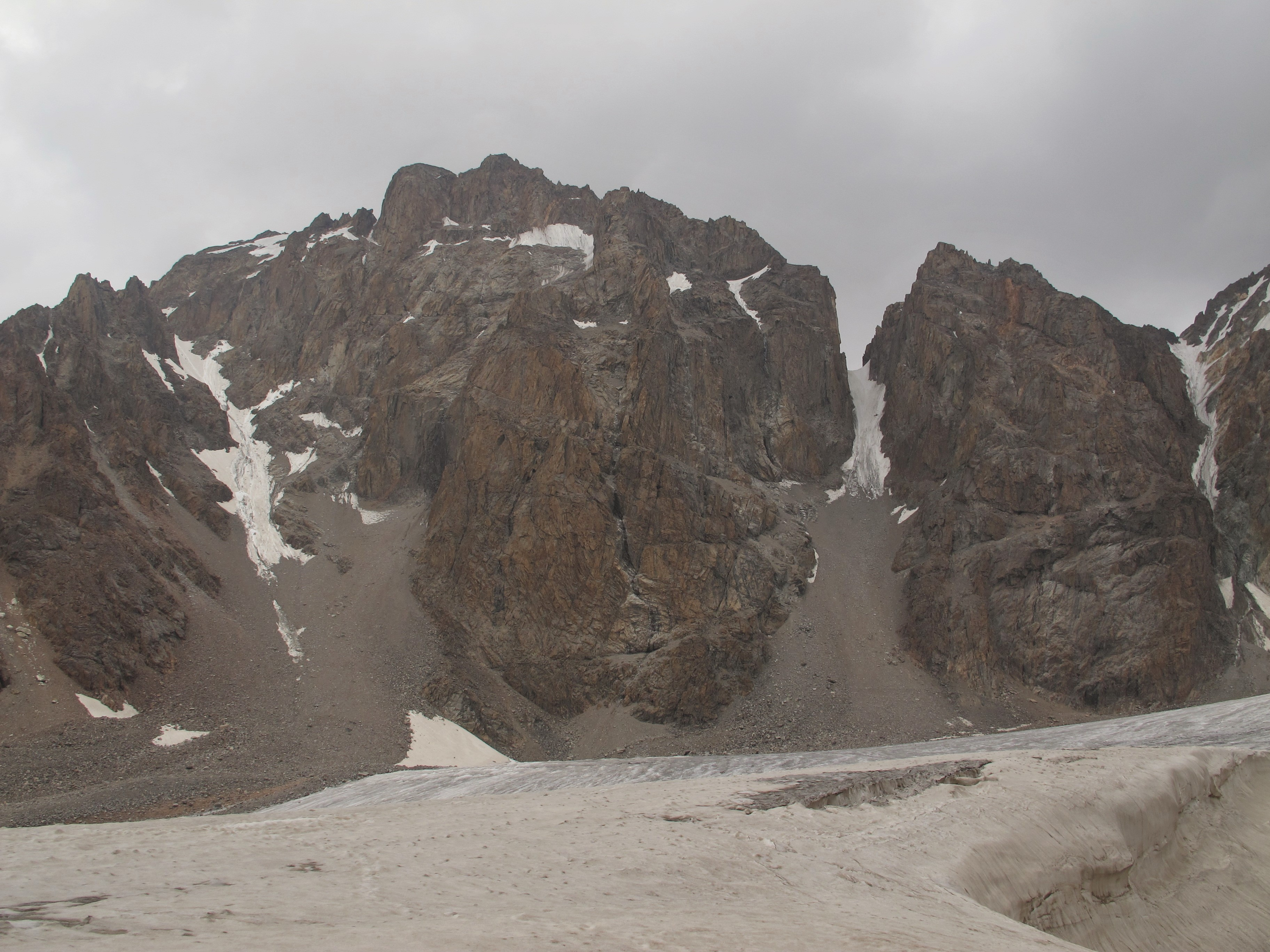
Pohled na pik Svobodnaja Koreja z jihu

## Výstupy

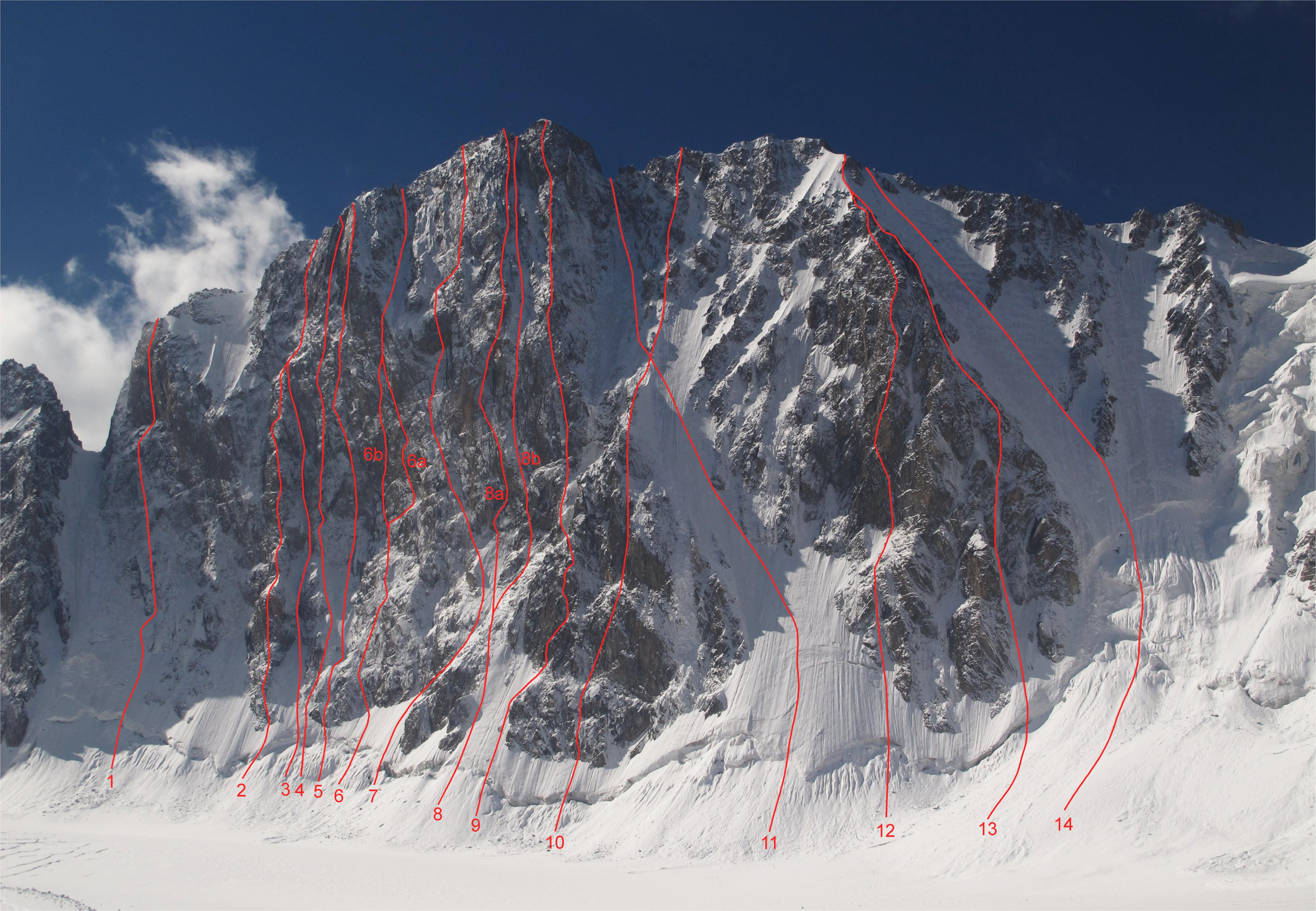
Výstupové trasy severní stěnou štítu

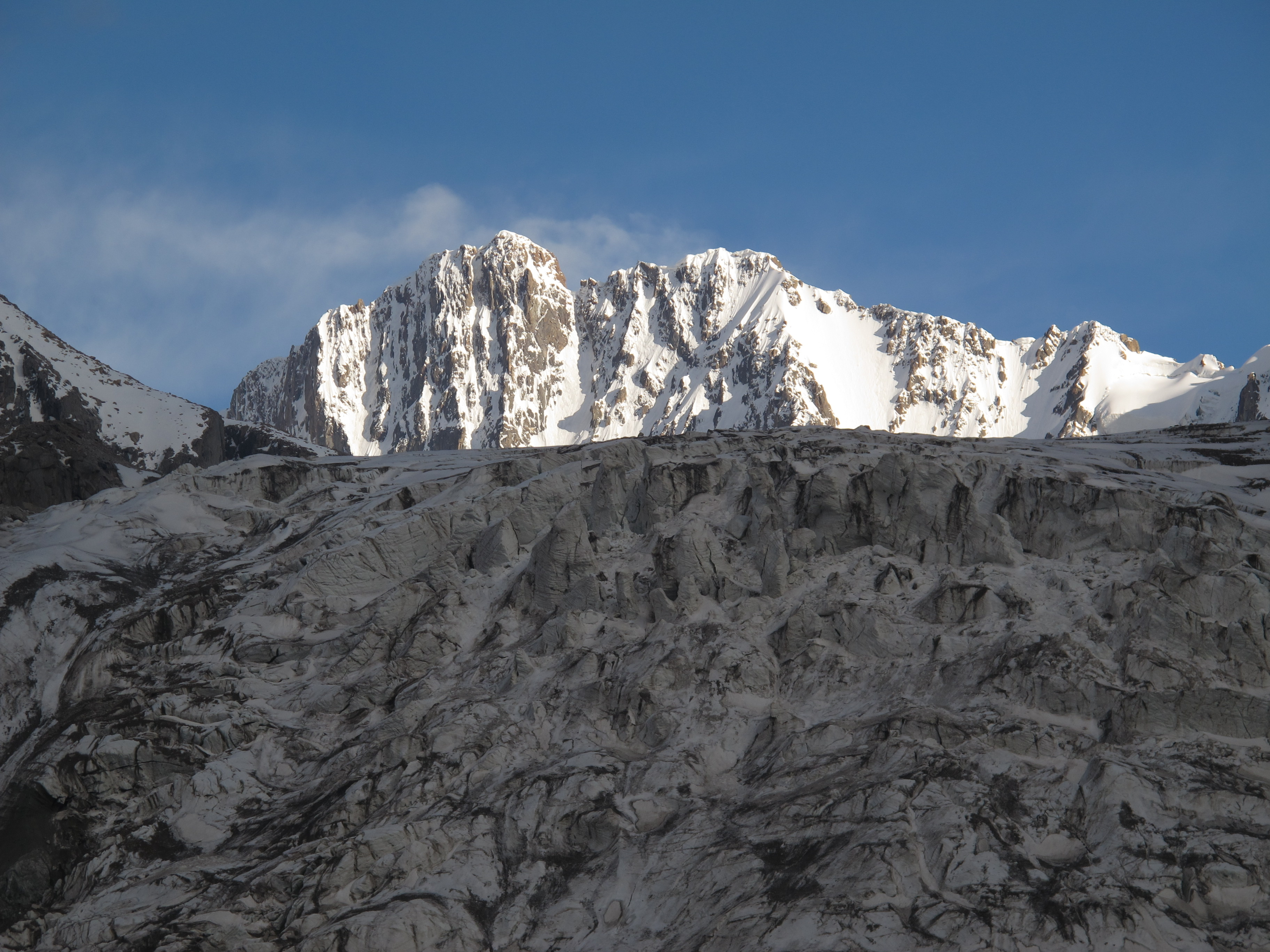
Pohled na vrchol ze severu, v popředí ledopád ledovce Ak-sai

Vrchol byl poprvé vystoupen skupinou B. Simagina v roce 1957 z jihovýchodu z ledovce Top-karagaj cestou stupně 4B ruské stupnice horolezecké obtížnosti. Dodnes jde o technicky nejsnazší výstupovou cestu na vrchol. Jihovýchodní stěna byla prostoupena ještě v roce 1959 skupinou G. Feščenka (obtížnost 5A) a poté se již působiště horolezců na této hoře přeneslo do její severní stěny, která si později získala značnou proslulost. 

Poprvé byla severní stěna prostoupena po skalním žebru ve své západní části skupinou V. Andrejeva v roce 1959 cestou obtížnosti 5A. V současné době je tato cesta jen zřídka opakována. V roce 1961 pak stěnu zdolala skupina Lva Myšljajeva po pravém žebru vedoucím přímo na hlavní vrchol cestou obtížnosti 5B/A1+. Skupina za tento výstup zvítězila v kategorii technicky obtížných výstupů na mistrovství SSSR v horolezectví v daném roce. Podle Balezina o jednu z nejkrásnějších a nejlogičtějších výstupových linií v severní stěně. Zajímavost je, že i za (pouhé) zopakování této cesty vyhrála ukrajinská skupina horolezců šampionát v kategorii technicky obtížných výstupů v roce 1986. 

Další nová cesta na vrchol byla otevřena v levé části severní stěny v roce 1966 skupinou pod vedením Borise Studenina stupně obtížnosti 6A. I tento výstup byl oceněn prvním místem na šampionátu v kategorii technicky obtížných výstupů (ačkoli Dieška - zřejmě chybně - uvádí, že v roce 1966 první místo uděleno nebylo). Dle literatury nebyla tato výstupová linie nikdy opakována. V roce 1969 přibyly v severní stěně hned dvě nové výstupové linie. Skupina Valerie Bezzubkina vystoupila během osmi dní středem stěny cestou obtížnosti 6A/A2 a byla oceněna prvním místem na šampionátu v daném roce. Dle Balezina jde o populární výstupovou trasu. Skupina A. Kustovského pak vystoupila během deseti dní linii stupně obtížnosti 6A/A2 v levé části stěny a na šampionátu byla oceněna druhým místem.

V roce 1974 skupina Borise Bagajeva prostoupila novou cestu "po trojúhelníku" severní stěny stupně obtížnosti 5B/A2. Tato cesta se dočkala dvou zimních opakování v roce 1991. Následující rok pak otevřela novou cestu střední částí severní stěny obtížnosti 6A/A3+ skupina Ju. Popenka, kdy klíčové místo v horní části stěny překonala za použití velkého množství nýtů. Tento výstup byl oceněn druhým místem na mistrovství. Tato cesta patří k populárním výstupovým liniím v severní stěně, zimní opakování v roce 1991 bylo oceněno zlatou medailí v kategorii zimních výstupů. V roce 1976 se pak severní stěna dočkala prvních sólových výstupů, když se pro ně podařilo získat povolení Američanům Henrymu Barberovi a Georgi Lowovi. Henry Barber vystoupil po kuloáru severní stěny cestou obtížnosti 5B. George Lowe pak po kuloáru v nejpravější, severozápadní části stěny cestou obtížnosti 5A. Obě tyto cesty patří k nejvíce opakovaným ve stěně, Lowova cesta je často využívána k sestupu, neboť jde o technicky nejsnazší cestu v severní stěně. 

V roce 1982 učinila další první výstup skupina A. Švaba po pilíři v levé části stěny cestou obtížnosti 5B/A2. V roce 1988 pak skupina pod vedením S. Semiletkina vystoupila zřejmě technicky nejobtížnější výstup ve stěně, linii obtížnosti 6A/A2 (do roku 1998 hodnocena stupněm 6B) v levé části stěny. Výstup byl oceněn stříbrnou medailí na šampionátu. Zimní opakování tohoto výstupu v letech 1992, 1995 a 1996 byla vždy oceněna zlatou medailí v kategorii zimních výstupů, takové množství ocenění pro jednu výstupovou cestu je unikátní v rámci všech pohoří bývalého Sovětského svazu. Tato linie pak byla ještě napřímena variantou M. Michailova v listopadu 1999 (obtížnost 6A). 

V létě roku 1991 poprvé prostoupila skupina Valerije Balezina během tří dnů za špatného počasí levý "trojúhelník" severní stěny (cesta hodnocena stupněm 5B). V zimě roku 1994 pak skupina pod vedením Balezina vystoupila linii po severozápadním bastionu stupně obtížnosti 5B, za což obdržela stříbrnou medaili v kategorii zimních výstupů. V zimě roku 1997 pak A. Ručkin a A. Pučinin vystoupili technicky obtížný kuloár severní stěny, stupeň obtížnosti 6A/A3. A v únoru roku 2000 skupina Balezina učinila ještě jeden prvovýstup v levé části stěny stupně obtížnosti 5B, oceněný stříbrnou medailí na mistrovství.